# Tour de Francia 1965
El 52.º Tour de Francia se disputó entre el 22 de junio y el 14 de julio de 1965 con un recorrido de 4177 km., dividido en 22 etapas; de ellas, la primera y la quinta estuvieron divididas en dos sectores.
Participaron 130 ciclistas repartidos en 13 equipos de 10 corredores, de los que solo lograron llegar a París 96 ciclistas. En esta faceta destacó el equipo Molteni-Ignis, que logró finalizar la prueba con todos sus integrantes.
Por primera vez el Tour se iniciará en Alemania Occidental, y en su recorrido también se extenderá por carreteras belgas y españolas.
El vencedor cubrió la prueba a una velocidad media de 35,886 km/h.

## Etapas
| Etapa   | Fecha  | Recorrido                          | Distancia (km) | Ganador                   | Líder                    |
| ------- | ------ | ---------------------------------- | -------------- | ------------------------- | ------------------------ |
| 1.ª (1) | 22 jun | Colonia- Lieja                     | 149            | Rik van Looy              | Rik van Looy             |
| 1.ª (2) | 22 jun | Lieja- Lieja                       | 22,5 (CRE )    | Ford France-Gitane-Dunlop | Rik van Looy             |
| 2ª      | 23 jun | Lieja-Roubaix                      | 200,5          | Bernard Van De Kerckhove  | Bernard Van De Kerckhove |
| 3.ª     | 24 jun | Roubaix-Ruan                       | 240            | Felice Gimondi            | Felice Gimondi           |
| 4.ª     | 25 jun | Caen-Saint-Brieuc                  | 227            | Edgard Sorgeloos          | Felice Gimondi           |
| 5.ª (1) | 26 jun | Saint-Brieuc-Châteaulin            | 147            | Cees Van Espen            | Felice Gimondi           |
| 5.ª (2) | 26 jun | Châteaulin-Châteaulin              | 26,5 (CR)      | Raymond Poulidor          | Felice Gimondi           |
| 6.ª     | 27 jun | Quimper-La Baule                   | 210,5          | Guido Reybrouck           | Felice Gimondi           |
| 7.ª     | 28 jun | La Baule-La Rochelle               | 219            | Edward Sels               | Felice Gimondi           |
| 8.ª     | 29 jun | La Rochelle-Burdeos                | 197.50         | Jo De Roo                 | Felice Gimondi           |
| 9.ª     | 30 jun | Dax-Bagnères-de-Bigorre            | 226,5          | Julio Jiménez             | Felice Gimondi           |
| 10.ª    | 1 jul  | Bagnères-de-Bigorre-Ax-les-Thermes | 222,5          | Guido Reybrouck           | Felice Gimondi           |
| 11.ª    | 2 jul  | Ax-les-Thermes- Barcelona          | 240,5          | José Pérez Francés        | Felice Gimondi           |
| 12.ª    | 4 jul  | Barcelona-Perpiñán                 | 219            | Jan Janssen               | Felice Gimondi           |
| 13.ª    | 5 jul  | Perpiñán-Montpellier               | 164            | Adriano Durante           | Felice Gimondi           |
| 14.ª    | 6 jul  | Montpellier-Mont Ventoux           | 173            | Raymond Poulidor          | Felice Gimondi           |
| 15.ª    | 7 jul  | Carpentras-Gap                     | 167,5          | Giuseppe Fezzardi         | Felice Gimondi           |
| 16.ª    | 8 jul  | Gap-Briançon                       | 177            | Joaquim Galera            | Felice Gimondi           |
| 17.ª    | 9 jul  | Briançon-Aix-les-Bains             | 193,5          | Julio Jiménez             | Felice Gimondi           |
| 18.ª    | 10 jul | Aix-les-Bains-Le Revard            | 27 (CR)        | Felice Gimondi            | Felice Gimondi           |
| 19.ª    | 11 jul | Aix-les-Bains-Lyon                 | 165            | Rik van Looy              | Felice Gimondi           |
| 20.ª    | 12 jul | Lyon-Auxerre                       | 298,5          | Michael Wright            | Felice Gimondi           |
| 21.ª    | 13 jul | Auxerre-Versalles                  | 225,5          | Gerben Karstens           | Felice Gimondi           |
| 22.ª    | 14 jul | Versalles-París                    | 38 (CR)        | Felice Gimondi            | Felice Gimondi           |

CR = Contrarreloj individual
CRE = Contrarreloj por equipos

## Clasificación general
| Clasificación general |                     |                          |                   |
| Ciclista              | Ciclista            | Equipo                   | Tiempo            |
| --------------------- | ------------------- | ------------------------ | ----------------- |
| 1.º                   | Felice Gimondi      | Salvarani                | 116 h 42 min 06 s |
| 2.º                   | Raymond Poulidor    | Mercier-BP-Hutchinson    | + 2 min 40 s      |
| 3.º                   | Gianni Motta        | Molteni-Ignis            | + 9 min 18 s      |
| 4.º                   | Henry Anglade       | Pelforth-Sauvage-Lejeune | + 12 min 43 s     |
| 5.º                   | Jean-Claude Lebaube | Ford France-Gitane       | + 12 min 56 s     |
| 6.º                   | José Pérez Francés  | Ferrys                   | + 13 min 15 s     |
| 7.º                   | Guido De Rosso      | Molteni-Ignis            | + 14 min 48 s     |
| 8.º                   | Frans Brands        | Flandria-Romeo           | + 17 min 36 s     |
| 9.º                   | Jan Janssen         | Pelforth-Sauvage-Lejeune | + 17 min 52 s     |
| 10.º                  | Francisco Gabica    | Kas-Kaskol               | + 19 min 11 s     |